# Massena (Nova York)
Massena és una població dels Estats Units a l'estat de Nova York. Segons el cens del 2000 tenia 11.209 habitants.

## Demografia
Segons el cens del 2000, Massena tenia 11.209 habitants, 4.793 habitatges, i 2.938 famílies. La densitat de població era de 955,4 habitants/km².
Dels 4.793 habitatges en un 29,4% hi vivien nens de menys de 18 anys, en un 45,3% hi vivien parelles casades, en un 12% dones solteres, i en un 38,7% no eren unitats familiars. En el 32,7% dels habitatges hi vivien persones soles el 15% de les quals corresponia a persones de 65 anys o més que vivien soles. El nombre mitjà de persones vivint en cada habitatge era de 2,29 i el nombre mitjà de persones que vivien en cada família era de 2,89.
Per edats la població es repartia de la següent manera: un 24,1% tenia menys de 18 anys, un 7% entre 18 i 24, un 27,4% entre 25 i 44, un 22,6% de 45 a 60 i un 18,9% 65 anys o més.
L'edat mediana era de 40 anys. Per cada 100 dones de 18 o més anys hi havia 84,1 homes.
La renda mediana per habitatge era de 30.783 $ i la renda mediana per família de 39.919 $. Els homes tenien una renda mediana de 37.552 $ mentre que les dones 19.892 $. La renda per capita de la població era de 17.709 $. Entorn del 14,2% de les famílies i el 17,6% de la població estaven per davall del llindar de pobresa.